# Taras (Kasachstan)
Taras (kasachisch und russisch Тараз; 1864–1936 Аулие-Ата Aulije-Ata, 1936–1938 Мирзоян Mirsojan, 1938–1993 Джамбул Dschambul, 1993–1997 Жамбыл Schambyl) ist eine Stadt im Süden Kasachstans am Fluss Talas. Taras ist die Hauptstadt des Gebietes Schambyl (kasachisch Жамбыл облысы) und hat 435.942 Einwohner (1. Januar 2025).

## Geografie

### Geografische Lage
Taras liegt im Süden Kasachstans und ist Verwaltungszentrum des Gebietes Schambyl. Das Stadtzentrum ist rund elf Kilometer von der Grenze zu Kirgisistan entfernt. Die Stadt befindet sich in einer Ebene, die vom Fluss Talas durchflossen und durch zwei Gebirgszüge begrenzt wird. Im Osten erhebt sich der Tian Shan, im Westen verläuft der Qaratau.

### Klima
|                       | Jan  | Feb  | Mär  | Apr  | Mai  | Jun  | Jul  | Aug  | Sep  | Okt  | Nov  | Dez  |   |      |
| Mittl. Tagesmax. (°C) | 2,1  | 2,6  | 8,5  | 18,9 | 24,0 | 30,1 | 33,3 | 31,3 | 25,9 | 16,6 | 9,1  | 5,0  | ⌀ | 17,4 |
| Mittl. Tagesmin. (°C) | −7,1 | −6,6 | −0,6 | 6,8  | 10,6 | 14,9 | 17,6 | 15,6 | 10,6 | 4,9  | −0,5 | −4,9 | ⌀ | 5,2  |
|                       |      |      |      |      |      |      |      |      |      |      |      |      |   |      |
| Niederschlag (mm)     | 25   | 29   | 47   | 57   | 43   | 27   | 11   | 7    | 11   | 35   | 39   | 24   | Σ | 355  |
|                       |      |      |      |      |      |      |      |      |      |      |      |      |   |      |
| Regentage (d)         | 5    | 5    | 7    | 8    | 6    | 4    | 2    | 1    | 2    | 4    | 5    | 5    | Σ | 54   |
|                       |      |      |      |      |      |      |      |      |      |      |      |      |   |      |
| Luftfeuchtigkeit (%)  | 79   | 80   | 76   | 67   | 58   | 51   | 46   | 46   | 50   | 62   | 75   | 80   | ⌀ | 64,1 |

| −7,1 |

| −6,6 |

| −0,6 |

| 6,8 |

| 10,6 |

| 14,9 |

| 17,6 |

| 15,6 |

| 10,6 |

| 4,9 |

| −0,5 |

| −4,9 |

| −7,1 |

| −6,6 |

| −0,6 |

| 6,8 |

| 10,6 |

| 14,9 |

| 17,6 |

| 15,6 |

| 10,6 |

| 4,9 |

| −0,5 |

| −4,9 |

## Geschichte

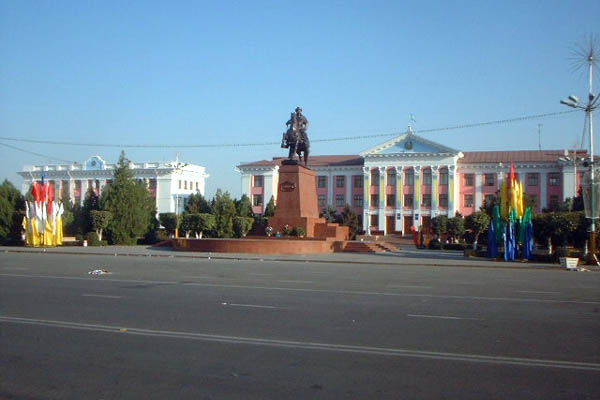
Taras

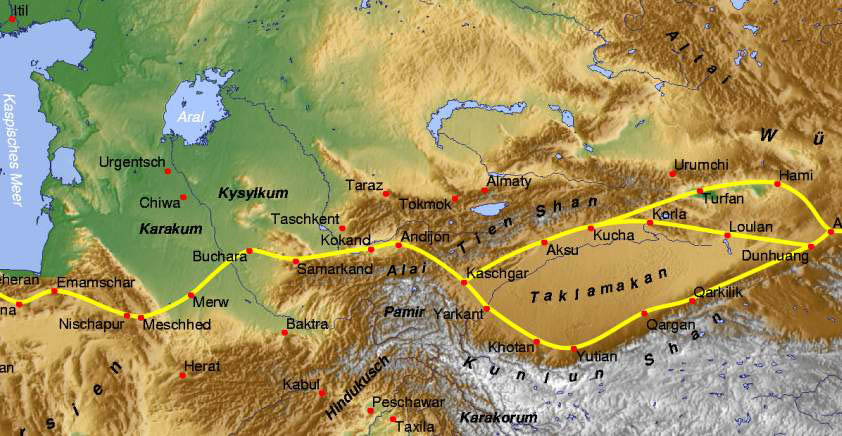
Zentralasien mit Seidenstraße

Taras ist schon seit über 2000 Jahren besiedelt. So feierte die Stadt im Jahre 2002 ihr 2000-jähriges Bestehen. Im 5. Jahrhundert lag dort die Stadt Taras an einer Karawanenstrecke zwischen Europa und China. Bei der Stadt fand 751 die Schlacht am Talas zwischen dem siegreichen Abbasiden-Kalifat und dem Kaiserreich China statt. Taras wurde im 8. und 9. Jahrhundert von den Arabern regiert und im 13. Jahrhundert von den Mongolen verwüstet.
Im späten 18. Jahrhundert wurde dort die kasachische Stadt Aulije-Ata (Аулие-Ата) gegründet. 1864 wurde Aulije-Ata von russischen Streitkräften unter der Führung des Obersten Michail Tschernjajew erobert und 1867 in das neu entstandene Generalgouvernement Turkestan eingegliedert. Nach der Oktoberrevolution 1917 wurde die Stadt am 18. April 1918 der Autonomen Sozialistischen Sowjetrepublik Turkestan innerhalb Russlands zugeschlagen. Bei der Aufteilung der ASSR Turkestan im Jahre 1924 wurde Aulije-Ata Teil der am 27. Oktober 1924 neu gegründeten Kasachischen SSR innerhalb der Sowjetunion. 1936 wurde der Name in Mirsojan nach dem Politiker Lewon Mirsojan geändert und, als dieser später im Zuge des Stalinschen Terrors in Ungnade gefallen war, 1938 in Dschambul (nach dem Akyn Schambyl Schabajew). Am 8. Juni 1997 erhielt die Stadt auf Anordnung des Präsidenten Nasarbajew wieder ihren ursprünglichen Namen Taras (kasachisch Waage).
Am 12. November 2011 ereignete sich in Taras ein Terroranschlag mit islamistischem Hintergrund, bei dem acht Menschen, darunter fünf Polizisten und der Attentäter, getötet wurden.

## Bevölkerung
In Taras leben neben Kasachen Angehörige zahlreicher Nationalitäten: Koreaner, Tataren, Russen, Ukrainer, Deutsche, Plautdietsche, Kirgisen, Usbeken, Polen, Chinesen, Uiguren, Griechen, Dunganen, Türken, Kurden, Zazas und Kaukasen.

## Politik und Verwaltung

### Bürgermeister
Derzeitiger Bürgermeister (Äkim, kas. Әкім) von Taras ist seit dem 3. Dezember 2019 Aitqasy Qarabalajew. Während sowjetischer Zeit stand der Stadtverwaltung der Vorsitzende des Exekutivausschusses vor. Nachfolgend die Bürgermeister der Stadt seit 1992:
| - Aldijar Tüssipow (1992–1995) - Bolat Schylqyschijew (1995–1998) - Sejit Sartbajew (1998–1999) - Bolat Sauranbajew (1999–2005) - Ilijas Tortajew (2005–2009) - Jertarghyn Astajew (2009–2010) | - Bekbolat Orynbekow (2010–2013) - Nurschan Kalenderow (2013–2017) - Rüstem Däulet (2017–2018) - Ghalymschan Äbdirajymow (2018–2019) - Qairat Dossajew (2019) - Aitqasy Qarabalajew (seit 2019) |

## Sport
Der Fußballverein FK Taras ist in der Stadt beheimatet, nimmt am Spielbetrieb der höchsten kasachischen Liga teil und gewann die Meisterschaft im Jahre 1996.

## Wirtschaft und Infrastruktur
Die Stadt befindet sich in einem bewässerten Gebiet mit Obstplantagen und Gemüseanbau. Die Industrieprodukte der Stadt sind Nahrungsmittel, Chemieprodukte (Kazphosphate), Dünger, Textilien, Schuhe und Metallerzeugnisse.

### Verkehr
4 km südlich der Stadt liegt der Flughafen Taras.
Taras liegt an der Turkestan-Sibirischen Eisenbahn (Turksib). Im Bahnhof zweigt die Strecke nach Schangatas ab.
Durch Taras verläuft die 1197 km lange A2 (Kasachstan), die von Usbekistan in die Volksrepublik China führt. In der Stadt beginnt die Fernstraße A14 (Kasachstan), die nach Kirgisistan führt.

## Söhne und Töchter der Stadt
- Larissa Mondrus (* 1943), sowjetische bzw. deutsche Mezzosopranistin, Schlagersängerin und Songwriterin
- Almas Chamsijew (* 1955), Diplomat
- Wassili Erlich (* 1956), Radrennfahrer
- Dmitri Ogai (* 1960), Fußballtrainer und ehemaliger Fußballspieler
- Qairat Qoschamscharow (* 1964), Politiker
- Nurlan Sauranbajew (* 1967), Politiker
- Victor Heck (* 1968), Basketballspieler
- Oleg Maskajew (* 1969), Schwergewichts-Weltmeister (WBC)
- Ihar Patenka (* 1969), Radrennfahrer
- Jelschan Birtanow (* 1971), Arzt und Politiker
- Bolat Niyazymbetow (* 1972), Boxer
- Wolodymyr Schamenko (* 1972), ukrainischer Turner
- Jelena Koschtschejewa (* 1973), Weitspringerin
- Bolat Schumadilow (* 1973), Boxer
- Aleksandr Kuczma (* 1980), Fußballspieler
- Murat Tleschew (* 1980), Fußballspieler
- Baqtijar Artajew (* 1983), Boxer
- Helena Goldt (* 1985), deutsche Sängerin und Kulturschaffende
- Ghani Schajlauow (* 1985), Boxer
- Nurtas Kurgulin (* 1986), Fußballspieler
- Aqschürek Tanatarow (* 1986), Ringer
- Anton Baron (* 1987), deutscher Politiker (AfD)
- Ilja Schäfer (* 1987), Boxer und Kickboxer
- Jeldos Achmetow (* 1990), Fußballspieler
- Bauyrschan Baitana (* 1992), Fußballspieler
- Jeldos Smetow (* 1992), Judoka
- Bauyrschan Islamchan (* 1993), Fußballspieler
- Aslanbek Schymbergenow (* 1993), Boxer
- Baqtijar Sainutdinow (* 1998), Fußballspieler
- Muchammedschan Seissen (* 1999), Fußballtorhüter
- Jerkebulan Seidachmet (* 2000), Fußballspieler
- Bibissara Assaubajewa (* 2004), Schachspielerin